# 蓮茶 (ベトナム)
蓮茶（はすちゃ、ベトナム語: trà sen, chè sen）は、蓮をブレンドしたベトナムで生産される緑茶（花茶）の一種。

## 生産
蓮茶は緑茶に蓮の自然な香りを添加することで作られる。これには以下のような幾つかの方法がある。
- 緑茶の葉を一晩花の中に寝かせる。
- 花かその葯から雄しべを全て取り一晩茶葉と一緒に詰めて寝かせるか茶葉と一緒に乾かす

これらの作業を茶葉についた花香を高めるために何度も繰り返す。高品質の茶の場合、伝統的なプロセスを完成させるために、茶1キログラムあたり1000もの蓮が必要となる。現在の多くの製品は蓮のフレーバーや香料で香り付けしたものである。

## 淹れ方
蓮茶はとても渋いため、蒸らし時間は2分以下で70度以下の低温で蒸らすのが最適であるが、愛好家の中には3-4分蒸らす人もいる。
水出しも広く行われる。

## 脚註
1. ↑  The Tao of Tea. “Vietnamese Tea”. 2008年1月30日閲覧。
2. ↑  Art of Tea. “Lotus Green Vietnamese Tea”. 2008年4月22日閲覧。